# Laiatu Latu
Laiatu Latu (Sacramento, 31 dicembre 2000) è un giocatore di football americano statunitense che milita nel ruolo di defensive end per gli Indianapolis Colts della National Football League (NFL).

## Carriera universitaria
Latu iniziò la sua carriera nel college football con i Washington Huskies. Nella prima stagione disputò 12 partite, con 16 tackle, di cui 1,5 con perdita di yard. Latu subì un infortunio al collo in allenamento durante gli allenamenti prima della sua seconda stagione. A fine anno i dottori della squadra gli sconsigliarono di proseguire la carriera nel football poiché non era guarito completamente. L’allenatore degli Huskies Jimmy Lake annunciò che Latu si era ritirato agli inizi degli allenamenti primaverili nel 2021. Rimase iscritto alla University of Washington per il primo semestre, prima di chiedere il trasferimento a un istituto dove potesse proseguire la carriera nel football.
Latu alla fine decise di iscriversi alla University of California, Los Angeles. I dottori della squadra gli diedero l’autorizzazione per scendere in campo verso la fine degli allenamenti primaverili dei Bruins. Latu fu nominato miglior difensore della settimana della Pac-12 Conference nel quarto turno dopo avere messo a segno 3 sack e forzato un fumble contro Colorado.
Nel 2023 Latu fu premiato unanimemente come All-American e vinse il Ted Hendricks Award, il Lombardi Award e il titolo di difensore dell’anno della Pac-12 Conference dopo avere fatto registrare 28 placcaggi, 13 sack, 2 fumble forzati e 2 intercetti.

## Carriera professionistica

### Indianapolis Colts
Latu era considerato uno dei migliori difensori selezionabili nel Draft NFL 2024. Il 25 aprile 2024 fu chiamato come quindicesimo assoluto dagli Indianapolis Colts, il primo difensore selezionato. Debuttò come professionista subentrando nella gara del primo turno persa contro gli Houston Texans senza fare registrare alcuna statistica. Nel terzo turno mise a segno un sack sulla prima scelta assoluta Caleb Williams forzando un fumble nella vittoria sui Chicago Bears per 21-16. La sua stagione da rookie si chiuse con 32 placcaggi, 4 sack e 3 fumble forzati disputando tutte le 17 partite, di cui una come titolare.

## Palmarès
- PFWA All-Rookie Team - 2024